# Перковичи (Дрогичинский район)
Перковичи (бел. Пярковічы) — деревня в Дрогичинском районе Брестской области Белоруссии, в составе Дрогичинского сельсовета. Население — 317 человек (2019).

## География
Перковичи находится в 7 км к западу от Дрогичина. Вокруг села — сеть мелиоративных каналов со стоком в Днепровско-Бугский канал. Через деревню проходит автодорога Дрогичин — Антополь, с ней пересекается местная дорога Брашевичи — Закозель. Через Перковичи проходит ж/д линия Брест — Пинск, в деревне есть ж/д станция.

## История
Перковичи впервые упомянуты в 1494 году. Первоначально ими владели Андреевичи, затем имение перешло к Войтковичам. В 1538 году король Сигизмунд I подтвердил грамотой право собственности Матвея Войтковича. В 1580 году имение принадлежало уже Михаилу Боговитиновичу-Козерадскому, а в 1596 году его купил епископ Кирилл Терлецкий, известный деятель Брестской унии. Административно Перковичи принадлежали Берестейскому воеводству Великого княжества Литовского.
В 1756 году владельцами Перковичей стали представители рода Вислоухов, которые владели ими без малого два века, вплоть до 1939 года.
После третьего раздела Речи Посполитой (1795 год) в составе Российской империи, принадлежали Гродненской губернии.
В 1805 году Зенон Вислоух, подкоморий брестский, заложил в Перковичах дворянскую усадьбу. Он же возвёл в имении каменную Успенскую церковь в стиле позднего классицизма. Позднее имением владел Феликс Вислоух, во время восстания 1863 года он был военным комиссаром Виленской губернии. От него имение перешло к сыну Антонию, который был известен как историк, коллекционер и библиофил. В 1906 году Антоний перестроил усадебный дом. Усадьбу в начале XX века окружал парк площадью до 16 гектар. Антоний Вислоух имел девятерых детей: Франтишек (pl:Franciszek Wysłouch) стал известным литератором, автором книг о Полесье; Северин — профессором истории; а Станислав был последним владельцем родовой усадьбы (1930—1939), после перехода этих земель к СССР выехал в Варшаву. Старый Антоний Перкович был арестован советскими властями и выслан вглубь России, где и скончался.
В первую мировую войну усадьба сильно пострадала, но к 1935 году была восстановлена. Согласно Рижскому мирному договору (1921) деревня вошла в состав межвоенной Польши, где принадлежала Дрогичинскому повету Полесского воеводства. С 1939 года — в составе БССР.
В послевоенное время в усадебном доме разместился сиротский приют, позднее преобразованный в школу-интернат санаторного типа. От первоначального строения сохранились только фасады, внутренние помещения полностью перепланированы для нужд школы-интерната. Успенская церковь также отреставрирована и в настоящее время действует.

## Достопримечательности
- Усадьба Вислоухов. Сохранился сильно перестроенный в XX веке усадебный дом.
- Успенская церковь. Построена в 1805 году как униатская, позднее передана православным. Памятник архитектуры позднего классицизма.

Усадебный комплекс и церковь включены в Государственный список историко-культурных ценностей Республики Беларусь.